# Ian Rickson
Ian David Rickson (Dulwich, 8 novembre 1963) è un regista teatrale e direttore artistico britannico.

## Biografia
Ian Rickson è nato nel quartiere di Dulwich, a Sud di Londra, e si è laureato in letteratura inglese all'Università dell'Essex. Dopo tre anni come regista associato, nel 1998 rimpiazzò Stephen Daldry come direttore artistico del Royal Court Theatre di Londra e continuò a ricoprire la carica fino al 2006.
Alla guida del teatro, Rickson ha supervisionato o diretto personalmente allestimenti di opere teatrali di grande successo, tali de essere riproposte anche nel West End londinese e a Broadway, tra cui le prime di Mojo di Jez Butterworth e La chiusa di Conor McPherson. Particolarmente proficuo è stato il sodalizio artistico con Kristin Scott Thomas, che Rickson ha diretto ne Il gabbiano (Londra, 2007; Broadway, 2008), Tradimenti (Londra, 2011), Vecchi tempi (Londra, 2013) ed Elettra (Londra, 2014); per tutte e quattro le messe in scena Kristin Scott Thomas ha ottenuto candidature al Laurence Olivier Award per la migliore attrice, vincendolo nel 2007 per la commedia di Čechov.
Dopo aver lasciato il Royal Court, Rickson ha lavorato come regista indipendente, dirigendo apprezzati allestimenti di opere teatrali con star internazionali come Hedda Gabler con Mary Louise Parker a Broadway (2009), La calunnia con Keira Knightley (Londra, 2011), Jerusalem con Mark Rylance (Londra & Broadway, 2011), Amleto con Michael Sheen (Young Vic, 2011) e The River con Hugh Jackman (Broadway, 2014). Nel 2017 ha diretto Sophie Okonedo in un revival della pièce di Edward Albee La capra, o chi è Sylvia? nel West End londinese, mentre l'anno successivo ha curato la regia di un apprezzato allestimento di Translations al National Theatre. Nel 2019 ha ottenuto un altro successo con Rosmersholm al Duke of York's Theatre, mentre nel 2020 è stato candidato per la quarta volta al Laurence Olivier Award al miglior regista per Zio Vanja in scena all'Harold Pinter Theatre con Toby Jones e Richard Armitage.